# Ferdinand Straßmann
Ferdinand Straßmann, auch Ferdinand Strassmann (* 24. Februar 1838 in Rawitsch, Posen; † 19. April 1931 in Berlin) war ein Mediziner aus der jüdischen Familie Strassmann, die bis 1913 acht Ärzte hervorbrachte, darunter so bekannte wie den Gynäkologen Paul Straßmann und den Rechtsmediziner Fritz Straßmann.

## Leben
Ferdinand Straßmann besuchte von 1851 bis 1855 das Gymnasium in Lissa. Anschließend folgte er seinen Brüdern nach Berlin, um Medizin zu studieren. Als Arzt hatte er ab 1863 mit der Bekämpfung einer Choleraepidemie zu tun und war danach mit der Leitung eines Barackenlazaretts im Deutsch-Französischen Krieg betraut. Später hatte er eine Praxis in Berlin. Zusammen mit seinem Bruder, dem Mediziner Heinrich Straßmann (1834–1905), gab er die damals bekannte Fachzeitschrift „Graevelsche Notizen für praktische Ärzte“ heraus.

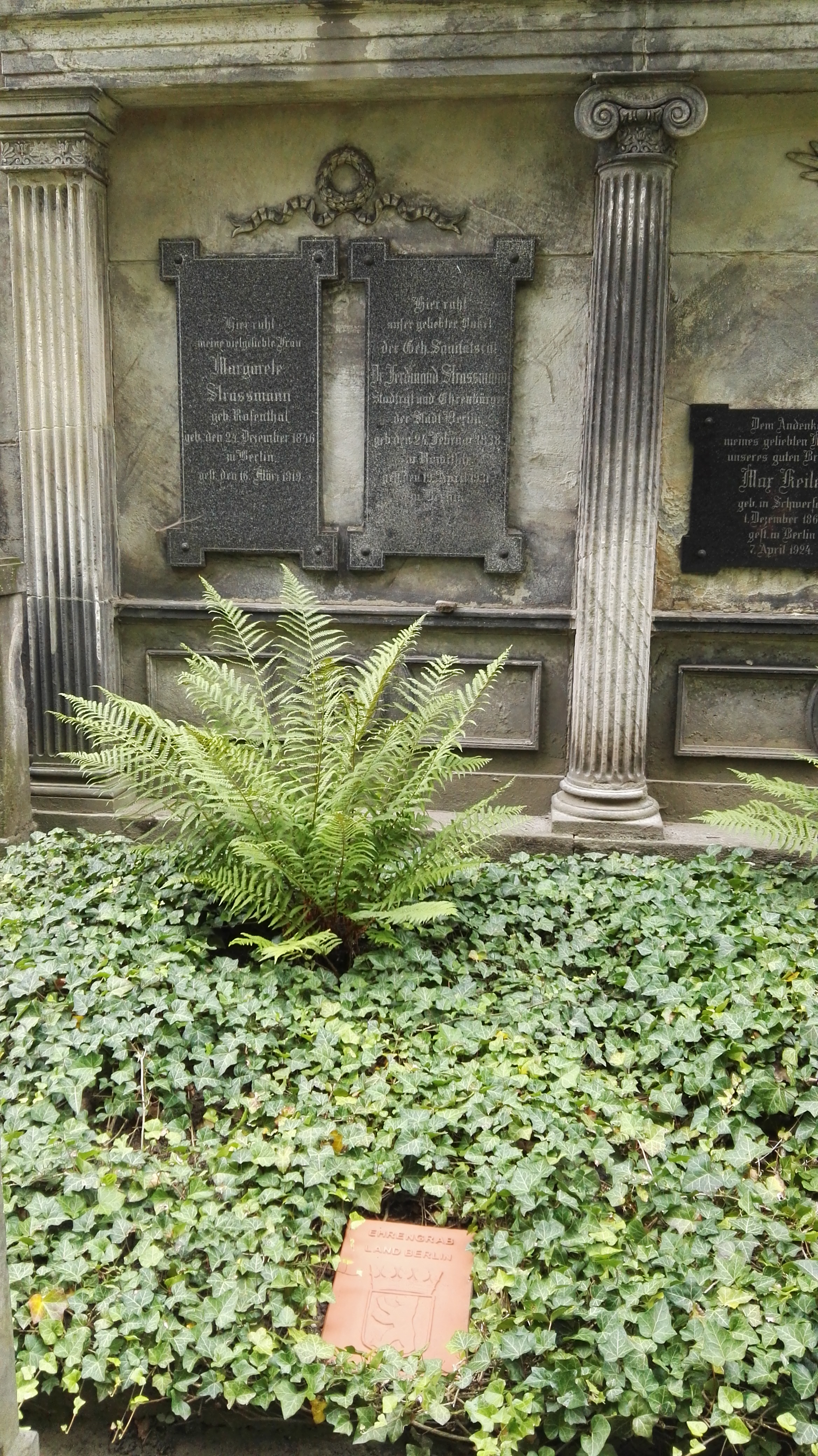
Grabmal

1884 folgte Straßmann seinem Bruder Wolfgang in die Stadtpolitik, zunächst in der Schuldeputation und ab 1889 als unbesoldeter Stadtrat für Medizin. Als Fachmann in Gesundheitsfragen machte er sich im Magistrat schnell unentbehrlich und gab schließlich seine eigene Praxis auf, obwohl er für seine Tätigkeit bis 1911 keine Bezahlung erhielt. Als Gesundheitspolitiker förderte er das Desinfektionswesen, das Sanitätswesen sowie den Bau neuer Krankenhäuser und Nervenheilanstalten. Als Stadtmedizinalrat leitete er insgesamt 30 Jahre lang das Gesundheitswesen der Stadt Berlin. 

## Auszeichnungen
- 1872: Olga-Orden.[1]
- 17./18. Dezember 1915: Ehrenbürgerwürde der Stadt Berlin für sein soziales Engagement.
- Ehrengrab auf dem Jüdischen Friedhof Weißensee.[2]